# Hamza Baghouli
Hamza Baghouli, né le 3 avril 1988, est un footballeur tunisien évoluant au poste de milieu offensif avec la STIR sportive de Zarzouna.
Il est suspendu six mois en mai 2008 à la suite d'un contrôle antidopage positif.

## Palmarès
- Coupe nord-africaine des vainqueurs de coupe :
  - Vainqueur : 2009
- Championnat de Tunisie de football :
  - Vainqueur : 2009, 2010, 2011